# カルカー
カルカー（カルカル、カルカールとも。ドイツ語：Kalkar）は、ドイツノルトライン＝ヴェストファーレン州クレーヴェ郡にある町。クレーヴェより 10km ほど南東にあり、ライン川沿いに位置する。カルカーで最も有名な建造物は聖ニコライ教会（St. Nicolai）で、中世後期よりヨーロッパ有数の聖職者が名を連ねている。

## 歴史

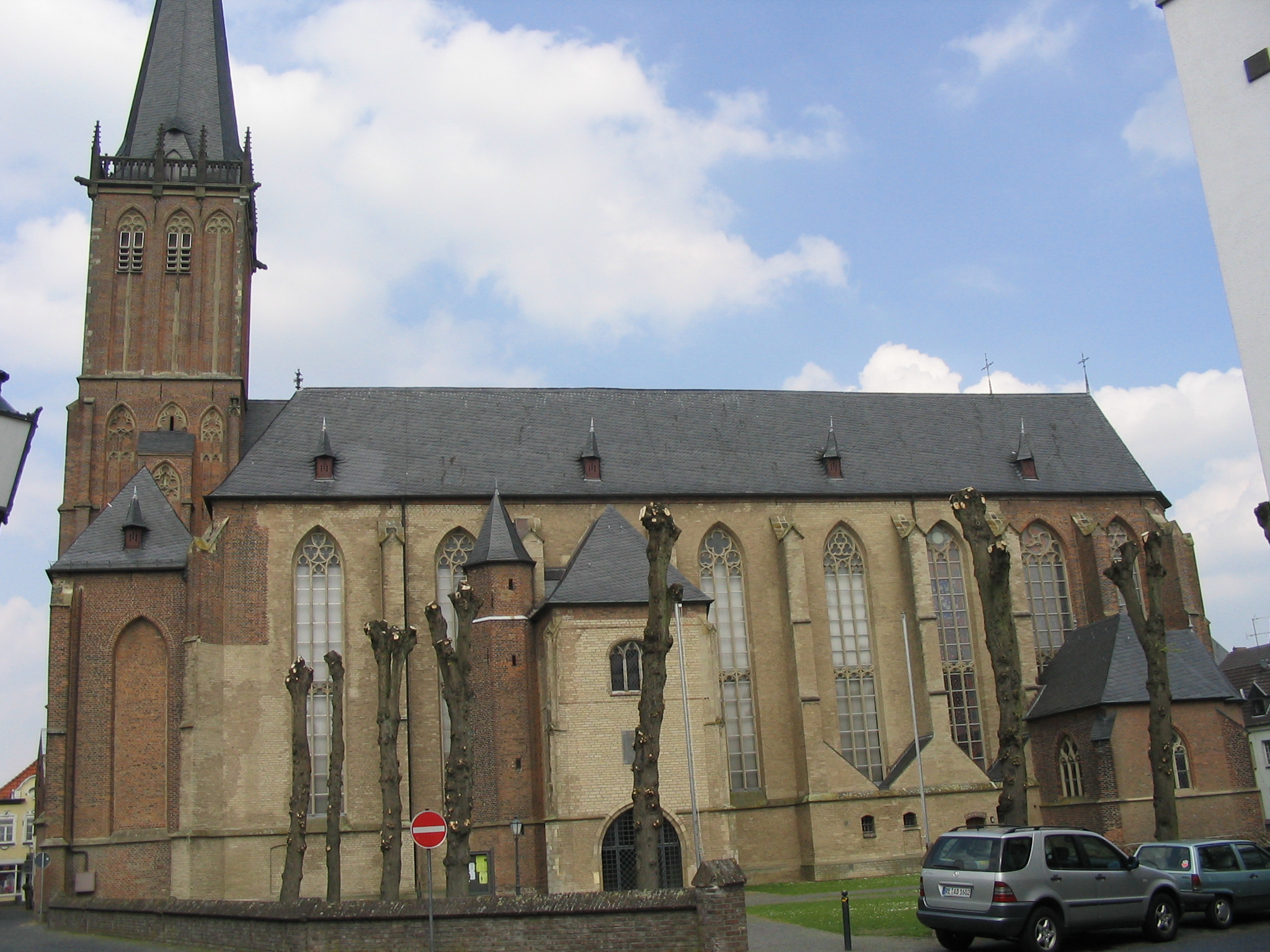
聖ニコライ教会

カルカーは1230年にクレーヴェ伯ディートリヒ6世（4世）によって建設され、1242年に都市権を授与された。1609年にクレーヴェ公の血筋が絶えるまで、カルカーはクレーヴェの7つの主要都市の1つだったが、その後ブランデンブルク辺境伯の領土となった。クレーヴェ公アドルフ1世の妃マリーは、晩年をカルカーのモンレベルク城で過ごし、1455年にドミニコ会の修道院を設立した。マリー夫人の影響で町は華やぎ、文化活動に適した環境に惹かれて芸術家たちが集まった。マリー夫人は1463年にモンレベルク城で亡くなった。

## 原子炉

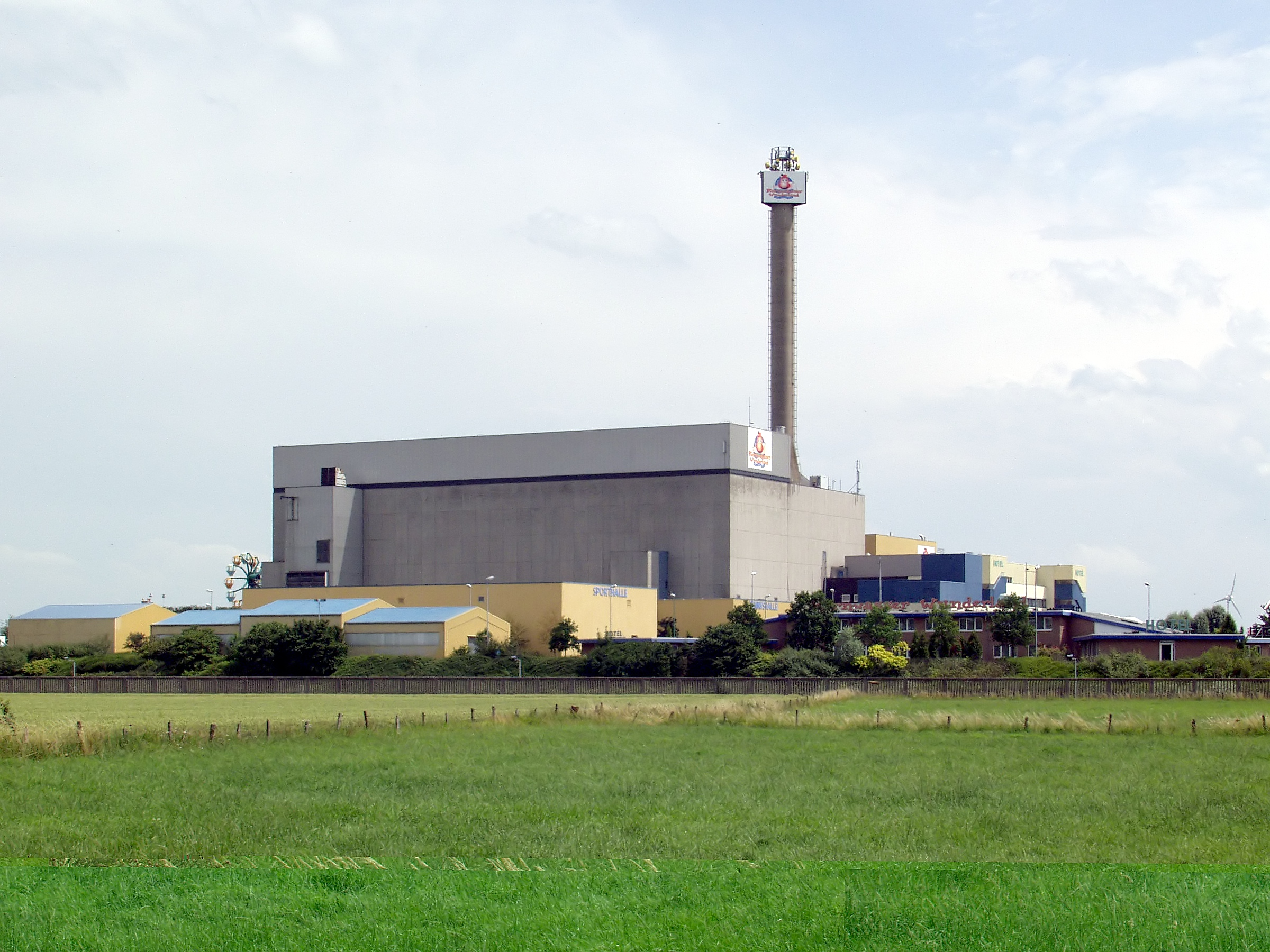
原子炉（2004年）

カルカーは、閉鎖した高速増殖炉SNR-300があった場所である。その跡地には、レストランや乗り物などがある遊園地ワンダーランド・カルカーが設立された。